# Агриппа (скептик)
Агри́ппа (греч. Ἀγρίππας; I в. н. э.) — древнегреческий философ-скептик, один из наиболее значительных представителей античного скептицизма после Энесидема. Даты жизни и подробности деятельности неизвестны. Даже Секст Эмпирик, который подробно изучил скептические источники и передал их в своих трудах, как это ни странно, не упоминает имени Агриппы. Известно, что у скептика Апеллеса (о котором также ничего не известно) была книга «Агриппа», но она не сохранилась.
Считается автором пяти поздних тропов (греч. τρόποι), в которых утверждается невозможность точных знаний. Однако Диоген Лаэртский указывает авторство этих пяти тропов философам, которые объединились вокруг Агриппы (Diog. L. IX 88), и невозможно сказать, кто именно формулировал тезисы — сам Агриппа или кто-либо из его учеников, от которых не осталось даже имён.
Эти тропы приводит Секст Эмпирик в «Пирроновых положениях», они характерны для позднего скептицизма:
1. О каждой обсуждаемой вещи существует неразрешимый спор как в жизни, так и среди философов, и невозможно достоверно выбрать одно из противоречащих суждений.
2. Любое доказательство требует доказать то, на что опирается, и так до бесконечности.
3. Восприятие любого объекта субъективно, поэтому следует воздерживаться от суждения о вещах как таковых.
4. Если избежать бесконечности доказательства (п.2), то придётся некое доказательство назначать верным a priori; но положение, принимаемое на веру, не может быть достоверным доказательством.
5. Ещё один вариант — зацикливание доказательств в порочный круг; такие взаимозависимые «доказательства» не могут считаться достоверными.

Первый и третий тропы представляют собой резюме десяти первоначальных тропов воздержания в раннем скептицизме. Другие три определяют последующее развитие скептицизма.
Гегель считал, что поздние пять тропов «обозначают совершенно другую точку зрения и ступень культуры философской мысли», чем ранние десять тропов Энесидема, поскольку они не просто являются продуктом мыслящей рефлексии, но «содержат в себе ту диалектику, которую определенное понятие имеет в самом себе».
Как правило, в историко-философской литературе Энесидем и Агриппа рассматриваются в качестве предствавителей одной философской позиции — послеакадемического скептицизма — и вместе относятся к младшим скептикам. Такой позиции придерживается, например, А.Ф. Лосев.

А. В. Семушкин имеет иное мнение о наличии в неопирронизме конкурирующих направлений. Во-первых, тропы Агриппы более интеллектуально качественны: они более абстрактны, универсальны и логически независимы от непосредственно эмпирики. При этом Секст Эмпирик высказывается о непротиворечии поздних тропов ранним, т. е. видит в их авторах скорее союзников, чем полностью единомышленников. Во-вторых, Агриппа внезапно не входит в список скептических схолархов, составленный Диогеном Лаэрстким. При этом из девяти глав скептических школ шесть были врачами-эмпириками, что наводит на вывод отличия концепции скептицизма на чистой логико-диалектической основе Агриппы и предпосылок пирронизирующих медиков:
«На какой-то стадии развития скептического принципа философствующие пирроники встретились со своими эмпирическими единомышленниками. Мы не знаем, как воспринял эту встречу философский скептицизм, но зато знаем… как к ней отнеслись врачи-эмпирики: они не испытали при этом ни восторга, ни враждебного непонимания; они просто включили апорийную логику «младших скептиков» в систему своей аргументации, не утруждая себя тем, чтобы назвать своих коллег по имени».